# Lacrosse (banda)
Lacrosse es un grupo musical de indie pop formado en 2005 en Estocolmo, Suecia. El sexteto ha publicado tres álbumes en el sello independiente Tapete Records.

## Miembros
La banda está formada por seis músicos:
- Robert Arlinder (bajo)
- August Zachrisson (sustituyó a Rickard Sjöberg) (teclados)
- Kristian Dahl (voz y guitarra)
- Henrik Johansson (guitarra)
- Nina Wähä (voz)
- Tobias Henriksson (batería)

## Discografía

### Álbumes
- This New Year Will Be for You and Me (2007, Tapete Records)
- Bandages for the Heart (2009, Tapete Records)
- Are You Thinking of Me Every Minute of Every Day? (2014, Tapete Records)

### Singles
- You Can't Say No Forever (2007)
- We Are Kids (2009)